# Bezirk Erfurt
Der Bezirk Erfurt war ein auf Fläche und Bevölkerungszahl bezogen mittelgroßer Bezirk im Südwesten der Deutschen Demokratischen Republik, der zwischen 1952 und 1990 bestand. Der landwirtschaftlich und industriell geprägte Bezirk wurde infolge der Verwaltungsreform von 1952 aus dem nordwestlichen Teil des bis dahin bestehenden Landes Thüringen und Randbereichen Sachsen-Anhalts gebildet. Bezirksstadt war Erfurt. Mit der Wiedervereinigung Deutschlands am 3. Oktober 1990 ging das Territorium im Bundesland Thüringen auf.

## Lage
Der Bezirk Erfurt umfasste ein Gebiet von 7325 km², das sich über Nordthüringen und große Teile Mittelthüringens erstreckte. Das Gebiet schließt die Naturräume Thüringer Becken mit dem Eichsfeld, Teile des Südharzes und des Thüringer Waldes ein.
Angrenzende Bezirke waren im Norden der Bezirk Magdeburg, im Nordosten der Bezirk Halle, im Osten und Südosten der Bezirk Gera, im Süden der Bezirk Suhl. Im Westen und Nordwesten verlief die innerdeutsche Grenze mit den angrenzenden Bundesländern Hessen im Westen und Niedersachsen im Nordwesten.

## Geschichte
Bei der Bildung der thüringischen Bezirke im Vorfeld der Verwaltungsreform von 1952 stellte sich heraus, dass in keinem der zu bildenden Bezirke ein charakteristischer Wirtschaftszweig dominieren würde. Auch wurde die Zusammenfassung eines zusammenhängenden Naturraums in einem gemeinsamen Bezirksgebiet ausgeschlossen. Der Zuschnitt der Bezirksgebiete aus dem vormaligen Land Thüringen erfolgte daher durch unterschiedliche verwaltungstechnische, ökonomische, geografische, sicherheitspolitische und kulturhistorische Gründe, wobei im Gegensatz zu einigen anderen Bezirken ökonomische und geografische Aspekte nicht allzu stark in den Vordergrund traten. Ein zwischenzeitlich diskutierter Thüringer „Kalibezirk“ konnte bedingt durch die Streulage der Kalilagerstätten im Südharz- und Werra-Revier nicht realisiert werden. Die Wahl von Erfurt zu einer Bezirksstadt stand aufgrund der städtischen Größe bereits zu Beginn der Neugliederung des Staatsgebietes fest. Zudem hatte Erfurt den Vorteil einer relativ zentralen Lage im Bezirk vorzuweisen.
Der Bezirkstag Erfurt mit seinen 75 Abgeordneten bestätigte in seiner ersten Sitzung am 1. August 1952 den durch die SED zuvor bestimmten Vorsitzenden des Rates des Bezirkes Willy Gebhardt.
Die Streiks im Zusammenhang mit dem Volksaufstand des 17. Juni 1953 dauerten im Bezirk Erfurt bis zum 19. Juni. Größtes Zentrum des Aufstandes war die Bezirksstadt, kleinere Zentren waren Rheinmetall Sömmerda, Gotha, Nordhausen, Mühlhausen und Weimar. Nach der Niederschlagung der Aktivitäten wurden aus den Bezirken Erfurt und Gera vier Menschen zwischen dem 18. und 20. Juni 1953 standrechtlich erschossen. Da die SED im Bezirk Erfurt bereits früh mit jungen Funktionären besetzt war, die nicht mehr aktiv gegen den Nationalsozialismus gekämpft hatten, und ältere Parteimitglieder fortwährend weniger Funktionen innehatten, befand sich die Partei im Bezirk nach dem 17. Juni 1953 in einer Krisensituation. Einige junge Verantwortliche waren von der Situation überfordert; unter anderem wurden in Sömmerda der Erste Sekretär der SED-Kreisleitung, Herrmann Stange, und der Vorsitzende des Rates des Kreises des Amtes enthoben.
Seit 1958 stand Alois Bräutigam an der Spitze der SED-Bezirksleitung, der als enger Vertrauter Walter Ulbrichts galt. Politische Erfahrung sammelte er zuvor als Erster Sekretär der SED-Kreisleitung von Arnstadt zwischen 1949 und 1950, von Weimar 1950 bis 1951, der SED-Stadtleitung Erfurt 1953 und 1954 sowie drei Jahre an der Spitze der Gebietsparteiorganisation der SDAG Wismut. Im Laufe seiner Amtsführung kamen seine Tätigkeit und sein Führungsstil, ebenso wie der einiger Kreissekretäre der Partei, zunehmend in Kritik, so dass im April 1980 Bräutigams Amtszeit beendet wurde. Nachfolger wurde der bisherige Zweite SED-Bezirkssekretär von Neubrandenburg, Gerhard Müller.
Mit Müller waren Hoffnungen für einen moralischen Neuanfang verbunden. Er setzte neue Richtlinien bei der ideologischen Ausrichtung der Parteimitglieder in seinem Bezirk durch. Anlässlich des Karl-Marx-Jahres 1983 setzte Müller in den beiden katholisch dominierten Kreisen Heiligenstadt und Worbis Maßstäbe, die zentrale Vorgaben übertrafen. So sollten sich nicht nur parteieintrittswillige Bürger klar zum Sozialismus bekennen und daher aus der Kirche austreten, sondern zudem Funktionäre der SED selbst. Der Kurs nahm offenbar kaum Rücksicht auf das Verhältnis zwischen SED und Kirche. Müller wurde daraufhin aus Berlin eine Änderung der Strategie angeordnet. Die mit der Person verbundenen Hoffnungen konnten spätestens um 1985 kaum noch aufrechterhalten werden.
Unterdessen begann der Bau zahlreicher Plattenbaugebiete in Erfurt und anderen kleineren Städten. Unzureichende Kommunikation zwischen den Bauämtern verbunden mit Zeitdruck führten oftmals zur Situation, dass Wohnungen erst verspätet oder gar nicht bezogen werden konnten, da Teile der Infrastruktur zum Termin der Fertigstellung noch nicht vorhanden waren. Gleichzeitig wurden Mitte der 70er Jahre Rekonstruktionsmaßnahmen eingeleitet, bei denen die Bezirke für Bauten in Ost-Berlin und die Kreisstädte für die Bezirksstädte aufkommen sollten. Diese Programme konnten die Problematik des kontinuierlichen Verfalls der Altbausubstanz nicht lösen. Anfang der 80er Jahre hatte der Bezirk rund 44 Prozent Anteil von über 80 Jahre alter Bausubstanz am gesamten Wohnungsbestand, mithin einen vergleichsweise hohen Wert. Davon sperrte die Staatliche Bauaufsicht rund 4800 Wohnungen aufgrund des mangelhaften Bauzustandes, 1300 galten als schwer vermietbar. Besonders prekär war die Lage in Erfurt, Weimar, Mühlhausen, Gotha, Bad Langensalza und Arnstadt. Teile von Altbauvierteln waren zum Abriss vorgesehen, was in vielen Fällen mangels finanzieller Mittel ausblieb.
Der Rat des Bezirks Erfurt vergab den Kunstpreis des Rates des Bezirks Erfurt.
Nach der Friedlichen Revolution und im Prozess der Wiedervereinigung Deutschlands wurde der Bezirk Erfurt aufgelöst und der Freistaat Thüringen wiedergegründet.

## Wappen
Durch die Siegelordnung der DDR vom 28. Mai 1953 verloren alle regionalen Wappen ihre Bedeutung als Marke bzw. Siegel. Jedoch wurden die Wappen der Städte und Kreise weiterhin an Gebäuden, oder in Publikationen verwendet, ohne eine amtliche Funktion zu erfüllen. Das in einigen Büchern verwendete Wappen des Bezirkes Erfurt zeigt in Wirklichkeit das Wappen der Stadt Erfurt. Amtlich war das Siegelwappen der DDR. Erst durch die Kommunalverfassung der DDR vom 17. Mai 1990 konnten Gemeinden und Kreise  wieder ausdrücklich Wappen führen und sie als Siegel verwenden.

## Politik
Zum bedeutendsten Politiker in der Gründungs- und Aufbauphase des Bezirkes Erfurt wurde Erich Mückenberger, er war 1949 bis 1952 Erster Sekretär der SED-Landesleitung in Thüringen und 1950 auch Kandidat des Politbüros geworden. Mit der Gründung des Bezirkes Erfurt wurde er dessen Erster Sekretär.
Der SED gehörten in der Bezirksparteiorganisation Erfurt im Jahr 1989 über 156.000 Mitglieder und Kandidaten an. Der Posten des Bezirkssekretärs wurde häufig von Männern besetzt, die zuvor durch einen autoritären Führungsstil aufgefallen waren. Im Zeitraum von 1958 bis 1980 war Alois Bräutigam, ein enger Vertrauter von Walter Ulbricht, der Erste SED-Bezirkssekretär. Ihm folgte 1980 der zuvor im Bezirk Neubrandenburg in der dortigen Parteihierarchie aufgestiegene SED-Politiker Gerhard Müller. Müllers Entmachtung fand in den Sitzungen vom 8. bis  11. November 1989 statt.
Formale Volksvertretung war der Bezirkstag des Bezirkes Erfurt. Er tagte letztmals am 18. Mai 1990.

## Wirtschaft
Der Bezirk Erfurt wies eine vielschichtige Industrie- und Landwirtschaftsstruktur auf, weshalb er seinerzeit als Industrie-Agrar-Bezirk charakterisiert wurde. Damit hatte Erfurt im Gegensatz zu einigen anderen Bezirken keinen dominierenden Wirtschaftszweig, lediglich die Anteile der einzelnen Industriebranchen verschoben sich.

### Industrie
Die breit gefächerte Industriestruktur des Bezirkes umfasste hauptsächlich den Maschinen- und Fahrzeugbau, Elektrotechnik, Elektronik, Feinmechanik, optische Geräte, Kali- und Steinsalzabbau, Zement-, Lederwaren-, Möbel- und Textilproduktion, Nahrungsmittelindustrie und die ab den 80er Jahren beginnende Produktion von Mikroelektronik. Rund 25 % der industriellen Produktion stellte die Bezirksstadt selbst.

### Landwirtschaft
Profilbestimmende landwirtschaftliche Produkte waren Weizen, Zuckerrüben, Gemüse und Obst. Zudem betrieb man intensive Rinderzucht.
Die Grundlagen für landwirtschaftliche Nutzung waren vor allem im Thüringer Becken gegeben, die Kreise Bad Langensalza, Erfurt, Sömmerda und Weimar behielten bis 1990 ihre landwirtschaftliche Prägung.

## Verwaltungsgliederung
Der Bezirk umfasste zwei Stadtkreise sowie 13 Landkreise:
| ehm. Kreis- nummer (TGS) | Kreis              | Bevölkerung am 03.10.1990 | Bevölkerung am 03.10.1990 | Bevölkerung am 03.10.1990 | Anzahl der Gemeinden | Fläche (ha) am Jahres- ende 1990 | Kreis-Nr. von 1990 bis 1994 (AGS) |
| ehm. Kreis- nummer (TGS) | Kreis              | insgesamt                 | männlich                  | weiblich                  | Anzahl der Gemeinden | Fläche (ha) am Jahres- ende 1990 | Kreis-Nr. von 1990 bis 1994 (AGS) |
| 0932..                   | Erfurt, Stadtkreis | 210474                    | 99141                     | 111333                    | 1                    | 10800                            | 16001                             |
| 0931..                   | Weimar, Stadtkreis | 60542                     | 28518                     | 32024                     | 1                    | 5100                             | 16005                             |
|                          |                    |                           |                           |                           |                      |                                  |                                   |
| 0902..                   | Apolda             | 47074                     | 22053                     | 25021                     | 40                   | 24298                            | 16012                             |
| 0901..                   | Arnstadt           | 63873                     | 30495                     | 33378                     | 46                   | 50161                            | 16013                             |
| 0903..                   | Eisenach           | 111618                    | 53753                     | 57865                     | 69                   | 70841                            | 16016                             |
| 0904..                   | Erfurt-Land        | 46367                     | 22756                     | 23611                     | 50                   | 53349                            | 16018                             |
| 0905..                   | Gotha              | 138724                    | 66111                     | 72613                     | 63                   | 76833                            | 16020                             |
| 0906..                   | Heiligenstadt      | 42069                     | 20142                     | 21927                     | 59                   | 38553                            | 16022                             |
| 0907..                   | Langensalza        | 45067                     | 21777                     | 23290                     | 44                   | 50661                            | 16026                             |
| 0909..                   | Mühlhausen         | 88690                     | 42379                     | 46311                     | 50                   | 57379                            | 16029                             |
| 0910..                   | Nordhausen         | 105902                    | 50759                     | 55143                     | 68                   | 71421                            | 16031                             |
| 0911..                   | Sömmerda           | 64555                     | 31092                     | 33463                     | 47                   | 55585                            | 16038                             |
| 0912..                   | Sondershausen      | 52615                     | 25313                     | 27302                     | 49                   | 59802                            | 16039                             |
| 0913..                   | Weimar-Land        | 43842                     | 21197                     | 22645                     | 86                   | 54332                            | 16043                             |
| 0908..                   | Worbis             | 75132                     | 36408                     | 38724                     | 54                   | 55786                            | 16044                             |
| 09                       | Bezirk Erfurt      | 1196544                   | 571894                    | 624650                    | 727                  | 734901                           | zum Land Thüringen                |

Die größten Städte im Bezirk waren 1984:
| Stadt         | Einwohner |
| ------------- | --------- |
| Erfurt        | 214.955   |
| Weimar        | 63.641    |
| Gotha         | 57.673    |
| Eisenach      | 51.044    |
| Nordhausen    | 47.176    |
| Mühlhausen    | 43.286    |
| Arnstadt      | 29.851    |
| Apolda        | 28.725    |
| Sondershausen | 23.693    |
| Sömmerda      | 23.455    |

Mit der Wiedererrichtung der Länder auf dem Gebiet der DDR im Jahre 1990 wurden die Bezirke aufgelöst. Der Bezirk Erfurt wurde dem Land Thüringen zugeordnet.
Mit der Kreisreform, die in Thüringen zum 1. Juli 1994 umgesetzt wurde, entstanden aus den bisherigen Kreisen größere Verwaltungseinheiten.

## Regierungs- und Parteichefs

### Vorsitzende des Rates des Bezirkes
- 1952–1962: Willy Gebhardt (1901–1973)
- 1962–1985: Richard Gothe (1928–1985)
- 1985–9999: Horst Lang (kommissarisch) (* 1938)
- 1985–1990: Arthur Swatek (1932–1990)
- 1990–9999: Horst Lang (kommissarisch) (* 1938)
- 1990–9999: Josef Duchač (Regierungsbevollmächtigter, * 1938)

### Erste Sekretäre derSED-Bezirksleitung
- 1952–1953: Erich Mückenberger (1910–1998)
- 1953–1957: Hans Kiefert (1905–1966)
- 1957–1958: Hermann Fischer (1911–1967)
- 1958–1980: Alois Bräutigam (1916–2007)
- 1980–1989: Gerhard Müller (1928–2020)
- 1989–1990: Herbert Kroker (1929–2022)